# Gerps Mausmaki
Gerps Mausmaki (Microcebus gerpi) ist eine auf Madagaskar lebende Primatenart aus der  Gattung der Mausmakis innerhalb der Gruppe der Lemuren. Das Artepitheton ehrt die madagassische Organisation GERP (Groupe d’Étude et de Recherche sur les Primates de Madagascar), die sich der Erforschung und dem Schutz der Lemuren widmet. Der Gerps Mausmaki wurde am 25. Juni 2009 entdeckt.

## Merkmale
Gerps Mausmaki gehört zu den größeren Mausmakiarten und erreicht eine Kopfrumpflänge von 7,7 bis 9,3 Zentimetern, wozu noch ein 14 bis 15 Zentimeter langer Schwanz kommt. Das Gewicht beträgt 48 bis 90 Gramm. Er hat einen bräunlich-grauen Körper und einen rot-braunen Kopf. Um die Augen ist die Farbe dunkler und zwischen den Augen zeigt sich ein ausgeprägter weißer Streifen. Die Ohren sind klein und an den Rändern dunkelbraun. Auf der Rückenmittellinie zeigt sich ein undeutlicher rotbrauner Streifen. Die Farbe der Bauchseite variiert von Hellgrau bis Cremeweiß und reicht vom unteren Halsbereich bis zum Genitalbereich (einschließlich des Hodensacks). Die Unterarme und Beine sind dunkler als der Rest des Körpers. Finger und Zehen sind pink-braun und spärlich mit weiß-grauen Härchen besetzt. Der lange Schwanz ist dicht behaart und von bräunlich-grauer Farbe. Er ist auf der Oberseite dunkler als auf der Unterseite. In ihm kann Körperfett gespeichert werden. Die Unterwolle der Tiere ist dicht und kurz, die Deckhaare viel dünner.
Von seinem nächsten Verwandten, dem Jolly-Mausmaki (Microcebus jollyae), unterscheidet sich Gerps Mausmaki morphologisch und genetisch. So hat er einen deutlich längeren Schwanz. Die Mausmakiart mit dem geografisch nächsten Lebensraum ist der Goodman-Mausmaki (Microcebus lehilahytsara). Im Vergleich zu ihm wird Gerps Mausmaki größer und schwerer, besitzt einen längeren und breiteren Kopf, eine längere Schnauze, einen größeren Augenabstand, längere Unterbeine, eine längere dritte Zehe und einen längeren Schwanz.

## Verbreitung

Die Karte zeigt das Verbreitungsgebiet von Gerps Mausmaki in Madagaskar.

Gerps Mausmaki kommt im Osten Madagaskars ausschließlich im Sahafinawald vor, einem ungeschützten Regenwaldfragment von 15,6 km² Fläche.